# Esparragosa de Lares
Esparragosa de Lares là một đô thị trong tỉnh Badajoz, Extremadura, Tây Ban Nha. Dân số 1.066 người và diện tích 209 km².